# Proterops nigripennis
Proterops nigripennis är en stekelart som beskrevs av Wesmael 1835. Proterops nigripennis ingår i släktet Proterops och familjen bracksteklar. Arten är reproducerande i Sverige. Inga underarter finns listade i Catalogue of Life.